# Phùng Gia Lộc

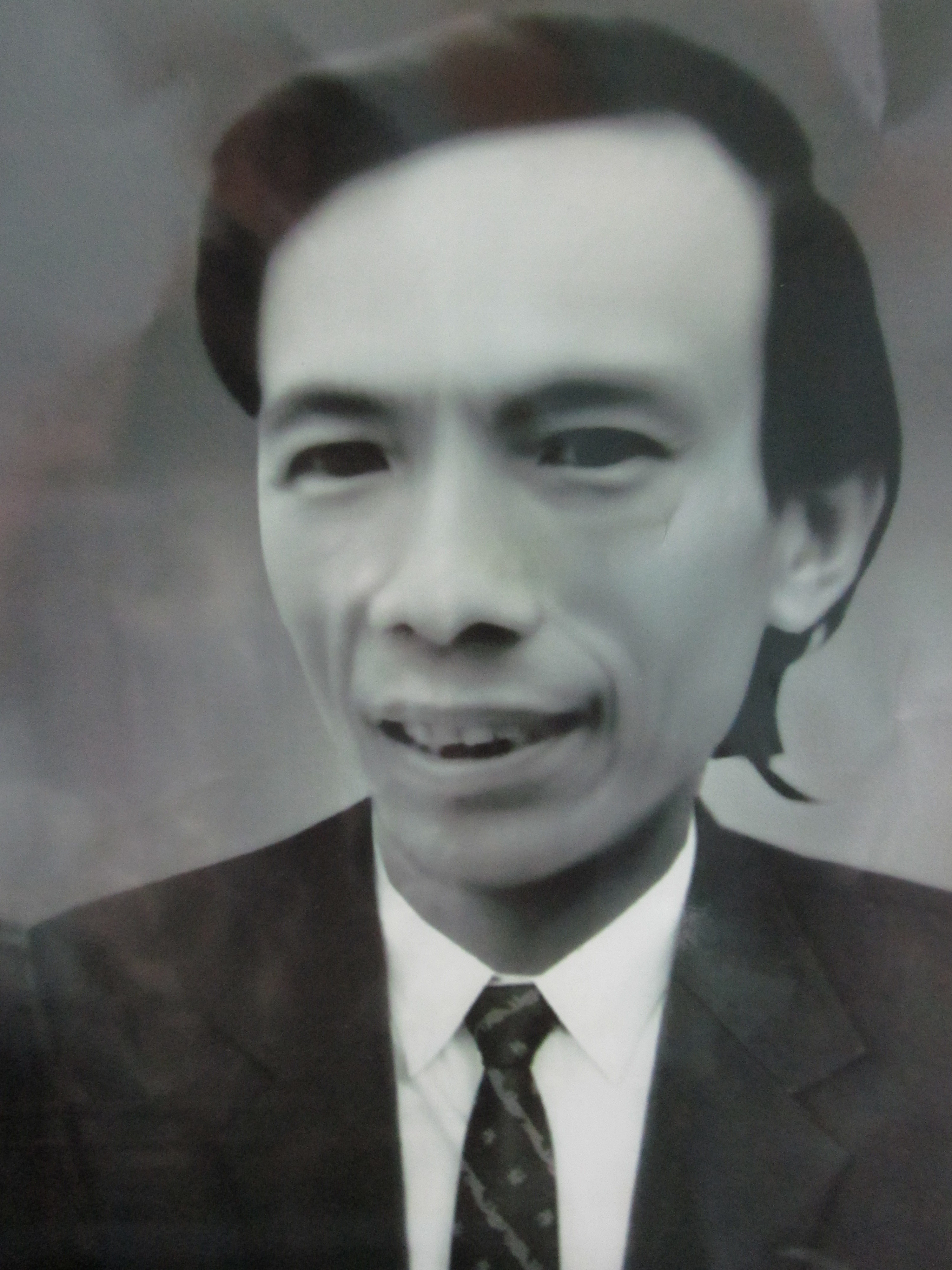
Chân dung cố nhà văn Phùng Gia Lộc

Phùng Gia Lộc (1939–1992) là một nhà văn kiêm nhà báo Việt Nam. Ông nổi tiếng với bút ký "Cái đêm hôm ấy... đêm gì?" được đăng trên báo Văn nghệ năm 1988 phản ánh thực trạng nông thôn và những người nông dân quê ông.

## Thời niên thiếu
Nhà văn kiêm nhà báo Phùng Gia Lộc sinh năm 1939 tại làng Láng, xã Phú Yên, huyện Thọ Xuân, tỉnh Thanh Hóa. Phùng Gia Lộc có lúc làm thầy giáo tiểu học. Vốn được nhiều người hâm mộ nên có khi ông cũng bị tai tiếng với những chuyện tình cảm phong lưu đến phải chuyển công tác.
Thời làm văn nghệ ở phòng văn hóa huyện Thọ Xuân, ông sáng tác rất nhiều: viết văn, làm thơ, viết kịch, cải lương, chèo, trong đó có rất nhiều vở do ông viết và dàn dựng cho các đội văn nghệ cấp xã. Thời gian này ông là hội viên Hội văn nghệ Thanh Hóa1.

## Đêm tối và vinh quang
Năm 1983, Phùng Gia Lộc về nghỉ hưu trước tuổi, cùng vợ con vui thú ruộng vườn, vẫn tham gia hội văn nghệ của tỉnh và giúp vực dậy phong trào văn nghệ ở địa phương.
Đó là thời gian trước đổi mới 1986, ở Thanh Hóa quê ông và sau này được biết là khắp nông thôn miền Bắc, nạn "cường hào mới" nổi lên khắp nơi. Một số cán bộ vốn là "đầy tớ của nhân dân", thời chiến tranh được nhân dân nuôi nấng, che chở, bây giờ thành "người có công" lên nắm quyền hành, lợi dụng quyền thế ức hiếp dân lành gây nhiều bức xúc. Chính sách thuế khóa từ trên áp đặt xuống, các địa phương phải tận thu để đủ chỉ tiêu cùng với nhiều chính sách đường lối thời bao cấp khác làm cho người dân ngày càng nghèo mạt, người nông dân trực tiếp làm ra lúa gạo vẫn phải đói thiếu.
Người anh họ của ông, Phùng Gia Phan bị giết hại, được cho là có liên quan tới truyện ngắn trước đó của ông "Được vật báu" đăng trên báo Văn nghệ. Sự kiện này tác động mạnh tới Phùng Gia Lộc, cũng là tột cùng của đêm tối trong đời ông. Ông ra Hà Nội, để tìm câu trả lời cho sự công bằng cho ông và những người xung quanh mình. Lúc đó sự kiện cởi trói văn nghệ bắt đầu. Phùng Gia Lộc viết lại những trải nghiệm của ông về thực trạng nông thôn và những người nông dân quê ông trong bài bút ký Cái đêm hôm ấy... đêm gì, sau này gắn liền với tên tuổi của ông.

## "Cái đêm hôm ấy... đêm gì"
Kể từ khi đánh máy ở tòa soạn báo Văn nghệ cho đến khi bài báo được in ra, bao nhiêu cảm xúc chấn động trong lòng người đọc, suốt nhiều tháng sau đó thư bạn đọc gửi về tới tấp, có nhiều người không thể tin nổi dưới chế độ mới đời sống người nông dân cơ cực như thế, có ý kiến so sánh với câu chuyện trong Tắt đèn của Ngô Tất Tố. Báo Văn nghệ lúc bấy giờ cho đăng ý kiến của một người đọc phê phán kịch liệt tác giả "Cái đêm hôm ấy... đêm gì?", gây nên một cuộc bút chiến sôi nổi suốt nhiều số báo. Bạn đọc bảo vệ ông, ủng hộ ông, muốn giúp đỡ gia đình ông, tôn vinh và gọi ông là Người anh hùng nông dân nổi dậy. Thời gian này chính là buổi hoàng kim của tuần báo Văn Nghệ, cũng gắn liền với tên tuổi nhà văn Nguyên Ngọc - tổng biên tập lúc bấy giờ. Bạn đọc cả nước xếp hàng, háo hức chờ đợi báo mới mỗi tuần, bàn luận sôi nổi về những bài viết trên báo.
Như nhà thơ Bế Kiến Quốc từng viết: "Người ta không thể "bất ngờ" viết ra được "Cái đêm hôm ấy...đêm gì?" nếu không gắn bó, từng trải tất cả những buồn vui sướng khổ của người nông dân đích thực như Lôc"3. Giá trị của bài bút ký chính là sự thật của câu chuyện làm thức tỉnh nhận thức cả xã hội trong đêm dài tăm tối trước đổi mới (Xem thêm sách và loạt bài Đêm trước đổi mới)  Lưu trữ ngày 10 tháng 8 năm 2011 tại Wayback Machine. Một gía trị khác chính là nhân cách, lương tri của người viết, một người cầm bút dũng cảm trước thời cuộc, trước đồng bào của mình. Đây là yếu tố làm nên tên tuổi Phùng Gia Lộc và sẽ khiến người ta còn nhắc tới ông, cũng là "thiên chức của người cầm bút" như ông thường nói, dám nói thẳng nói thật, nói đúng lúc cần thiết để xã hội tiến bộ.

## Tư tưởng
Các sáng tác của ông thể hiện sự không khoan nhượng với những thói tiêu cực trong đời sống nơi thôn quê: tham nhũng, cửa quyền (Các truyện ngắn Chỗ rỉ, Con bò thải, bút ký Nam Giang vực xoáy...). Bài ký Chìm thuyền trên cạn là tâm đắc của ông với tư tưởng an dân qua câu thơ của Nguyễn Trãi: Lật thuyền mới biết dân như nước, rằng làm quan, làm cán bộ phải cẩn trọng lắm, như thuyền nổi trên nước, cẩn thận đừng để nước dậy sóng, nên thấy được sức mạnh, uy quyền của nước trước khi để bị lật thuyền.
Sinh thời, ông thường ngâm ngợi và gửi gắm triết lý về một bậc vương giả trong nhân gian qua những câu ca dao4 như: Núi cao bởi có đất bồi, núi chê đất thấp núi ngồi ở đâu? hay triết lý nhân sinh qua những câu như: Con ong làm mật yêu hoa, con cá bơi yêu nước con chim ca yêu trời...
Bài thơ Vô đề ông viết lúc cuối đời là những trăn trở, nỗi niềm đau đáu của ông trước những phận đời thấp bé luôn muốn vươn lên, đằng sau đó là mong muốn cứu khốn phò nguy âm ỉ trong ông chưa bao giờ tắt.
Thương con thú ở thảo cầm viên
Cũng trời cũng đất cũng thiên nhiên
Ăn ở thoáng nhìn êm ả thật
Tháng ngày lồng lưới dám sai quên.
Thương cho cây cỏ mọc hang sâu
Leo lét xanh xao vẫn dãi dầu
Vẫn cố vươn tìm ra phía sáng
Mặt trời soi chiếu những nơi đâu.
Tác phẩm:
- Con gái ông giám đốc - Tập truyện và ký, 116 trang, Nhà xuất bản Thanh Hóa, 1987.
- Bút ký Cái đêm hôm ấy...đêm gì, báo Văn nghệ, 1987
- Bút ký Chìm thuyền trên cạn, 1989

và nhiều truyện ngắn, bút ký đăng trên báo, tạp chí T.Ư và địa phương